# Gansólia
Gansólia é um personagem do Universo Disney. 
Apareceu a primeira vez em uma tira do Pato Donald, em 9 de maio de 1938, onde apareceu junto com seu filho Gansolino.

## Família
Gansólia é a mãe do Gansolino ,  sendo casada com o Ganso Gabriel.
É filha de Patus Quela e Dora Linda, sobrinha da Vovó Donalda. Tem um irmão chamado Primo Bicudo.